# オードリー春日のカスカスTV
『オードリー春日のカスカスTV』（ - かすが - ティービー）は、テレ朝チャンネルで2010年4月8日から2011年5月27日まで放送されていたバラエティ番組。略称は「KTV」、「カスT」。

## 概要
オードリーにとって、初の冠番組。オードリー春日がメインMCを務め、キャッチコピーは、「オードリー春日による、春日のための、春日の番組」。
オードリーの春日が企画を進行をしながら暴走を続け、相方であるにもかかわらずあくまでもアシスタントとして扱われるオードリー若林がそれを止めるというのが基本的な番組の流れとなる。

## 出演者
メイン出演者
- 春日俊彰（オードリー）

番組アシスタント
- 若林正恭（オードリー）
- 美原舞（#2、#3のオーディションにて選ばれたアシスタント熟女。56歳）

## 放送リスト

### 1stシーズン
| 回数   | 放送日 (テレ朝チャンネル) | 放送内容                                                  |
| ------ | ------------------------- | --------------------------------------------------------- |
| 第01回 | 2010年4月8日              | オードリーの公開企画会議                                  |
| 第02回 | 2010年4月22日             | カスカスTV 番組アシスタントオーデション!!                 |
| 第03回 | 2010年5月6日              | カスカスTV 番組アシスタントオーデション!!                 |
| 第04回 | 2010年5月20日             | ぶらり! ゴハンがすすむダクト店巡り                        |
| 第05回 | 2010年6月10日             | 春日が可愛がる後輩を1人だけ決めよう選手権                 |
| 第06回 | 2010年6月24日             | 春日が可愛がる後輩を1人だけ決めよう選手権                 |
| 第07回 | 2010年7月8日              | 祝!コンビ結成10周年企画!春日篇                            |
| 第08回 | 2010年7月22日             | 祝!コンビ結成10周年企画!春日篇                            |
| 第09回 | 2010年8月5日              | 祝!コンビ結成10周年企画!若林篇                            |
| 第10回 | 2010年8月19日             | 春日語仕分け                                              |
| 第11回 | 2010年9月2日              | 俺達だってキャーキャー言われたい!イケメン写真ジャンケン!! |
| 第12回 | 2010年9月16日             | 俺達だってキャーキャー言われたい!イケメン写真ジャンケン!! |

### 2ndシーズン
| 回数   | 放送日 (テレ朝チャンネル) | 放送内容                                                |
| ------ | ------------------------- | ------------------------------------------------------- |
| 第01回 | 2010年12月24日            | カスデミー賞                                            |
| 第02回 | 2011年1月7日              | 恋愛ヘタクソ王はDOTCH!?                                 |
| 第03回 | 2011年1月21日             | 恋愛ヘタクソ王はDOTCH!?                                 |
| 第04回 | 2011年2月4日              | 春日語仕分け                                            |
| 第05回 | 2011年2月18日             | 春日語禁止SP                                            |
| 第06回 | 2011年3月4日              | 若林の心の友 佐藤満春の代わりを探そう!                  |
| 第07回 | 2011年3月18日             | この際だからハッキリさせよう!オードリー・ルール決定戦SP |
| 第08回 | 2011年4月1日              | この際だからハッキリさせよう!オードリー・ルール決定戦SP |
| 第09回 | 2011年4月15日             | ぶらり!ゴハンがすすむダクト店巡り!2                     |
| 第10回 | 2011年4月29日             | スカートめくり文字読みトーナメント                      |
| 第11回 | 2011年5月13日             | スカートめくり文字読みトーナメント                      |
| 第12回 | 2011年5月27日             | オードリー二人酒 in はやしや                            |

## DVD

### 1stシーズン
オードリー春日のカスカスTV おまけに若林 〜公私混同じゃないですか編〜 2010年8月18日発売
第01回：オードリーの公開企画会議
第02回：カスカスTV 番組アシスタントオーデション!!（前編）
第03回：カスカスTV 番組アシスタントオーデション!!（後編）
特典映像：番組PRスポット集／番組制作発表記者会見完全版
オードリー春日のカスカスTV おまけに若林 〜煙、3つです!編〜 2010年8月18日発売
第04回：ぶらり! ゴハンがすすむダクト店巡り
第05回：春日が可愛がる後輩を1人だけ決めよう選手権（前編）
第06回：春日が可愛がる後輩を1人だけ決めよう選手権（後編）
特典映像：番組PRスポット集／未公開映像
オードリー春日のカスカスTV おまけに若林 〜着陸ドーン!酸素ボンベドゥルーン!編〜 2010年11月17日発売
第07回：祝!コンビ結成10周年企画!春日編（前編）
第08回：祝!コンビ結成10周年企画!春日編（後編）
第09回：祝!コンビ結成10周年企画!若林編
特典映像：番組PRスポット集／未公開映像
オードリー春日のカスカスTV おまけに若林 〜にゃんころもち編〜 2010年11月17日発売
第10回：春日語仕分け
第11回：俺達だってキャーキャー言われたい!イケメン写真ジャンケン!!（前編）
第12回：俺達だってキャーキャー言われたい!イケメン写真ジャンケン!!（後編）
特典映像：番組PRスポット集／未公開映像

### 2ndシーズン
オードリー春日のカスカスTV おまけに若林 〜くそ！図ったな！編〜 2011年7月20日発売
第01回：カスデミー賞
第02回：恋愛ヘタクソ王はDOTCH!?（前編）
第03回：恋愛ヘタクソ王はDOTCH!?（後編）
オードリー春日のカスカスTV おまけに若林 〜トシちゃんまんじゅう、おまんじゅう編〜 2011年7月20日発売
第04回：春日語仕分け
第05回：春日語禁止SP
第06回：若林の心の友 佐藤満春の代わりを探そう！
オードリー春日のカスカスTV おまけに若林 〜晴れた秋の日に落ち葉が敷き詰められた森の中を歩いているようです編〜 2011年8月17日発売
第07回：この際だからハッキリさせよう！オードリー・ルール決定戦SP（前編）
第08回：この際だからハッキリさせよう！オードリー・ルール決定戦SP（後編）
第09回：ぶらり！ゴハンがすすむダクト店巡り！2
オードリー春日のカスカスTV おまけに若林 〜コラム書かなきゃいけないんですよ！編〜 2011年8月17日発売
第10回：スカートめくり文字読みトーナメント（前編）
第11回：スカートめくり文字読みトーナメント（後編）
第12回：オードリー二人酒 in はやしや

## スタッフ
- ナレーション：田畑祐一（テレビ朝日アナウンサー）
- 企画：若林正恭
- 構成：ゴウヒデキ、栗坂祐輝、前原卓磨、佐藤満春[1]
- カメラ：中島せいや、大江位知子
- AUD：西野和洋
- 編集：木村有宏
- MA：佐々木美郷
- 音効：金子寛史
- メイク：中村有希
- 監修：諏訪一三(ZION)
- AD：李壽貞、小島友希
- ディレクター：池田智宏、大山未来
- 演出：井上淳矢
- プロデューサー：松井英光（テレビ朝日）、山崎義弘（ブルースモービル）、湯澤麻貴（ケイダッシュステージ）
- 製作協力：ブルースモービル、ケイダッシュステージ
- 製作著作：テレビ朝日